# Haley Louise Jones
Haley Louise Jones (* 23. Februar 1989 in Johannesburg, Südafrika) ist eine britische Schauspielerin.

## Leben
Haley Louise Jones wurde in Johannesburg, Südafrika, geboren, sie wuchs in Koblenz und Kapstadt auf.
Von August 2009 bis Mai 2011 absolvierte sie die Schauspielausbildung an der Film Acting School Cologne in Köln und schloss mit Auszeichnung ab.  Sie besitzt die britische Staatsbürgerschaft und wohnt in Köln.

## Filmografie
- 2011: Blank & Jones – Pura Vida (Musikvideo) – Regie: Thomas Jahn
- 2012: Notruf Hafenkante (Fernsehserie, Folge 6x16: Das 1 × 1 des guten Tons)
- 2013: Tatort – Schwarzer Afghane (Fernsehreihe) – Regie: Thomas Jahn
- 2014: Heiter bis tödlich: Akte Ex (Fernsehserie, Folge 2x08: Drei sind einer zuviel)
- 2015: Einstein (Fernsehfilm)
- 2017–2019: Einstein (Fernsehserie)
- 2017–2020: Professor T. (Fernsehserie)
- 2017: Heldt (Fernsehserie, Folge 5x15: Das Dings mit dem Dingens)
- 2018: Beste Schwestern (Fernsehserie, Folge 1x08: Das Dinner)
- 2020: SOKO Köln (Fernsehserie, Folge 19×01: Helena!)
- 2021: SOKO Potsdam (Fernsehserie, Folge 3×03: Taxidriver)
- 2021: Retter der Meere: Tödliche Strandung
- 2021: Ein Sommer in Antwerpen (Fernsehreihe)
- 2021: Ivie wie Ivie
- 2022: Ein Wahnsinnstag
- 2022: Alfons Zitterbacke – Endlich Klassenfahrt!
- 2022: SOKO Leipzig (Fernsehserie, Folge 23x01: Ungehört)
- 2023: Paradise
- 2023: Liebes Kind (Mini-Serie)
- 2023: Knochen und Namen
- 2024: Blindgänger
- 2024: Sad Jokes
- 2025: Krank Berlin (Apple TV+ Serie)

## Auszeichnungen & Nominierungen
- 2022: Nominierung Deutscher Schauspielpreis in der Kategorie Dramatische Hauptrolle für Ivie wie Ivie
- 2023: Nominierung Deutscher Schauspielpreis in der Kategorie Starker Auftritt für Knochen und Namen[4]
- 2025: Nominierung Deutscher Schauspielpreis in der Kategorie Dramatische Nebenrolle für Sad Jokes[5]